# Schwanenstadt
Schwanenstadt je město v rakouské spolkové zemi Horní Rakousy, v okrese Vöcklabruck. Žije zde přibližně 4 300 obyvatel.

## Osobnosti
- Franz Xaver Süssmayr (1766–1803), hudební skladatel, Mozartův žák, který dokončil jeho Requiem